# Mamoutou N'Diaye
Mamoutou N'Diaye (Bamako, 15 de março de 1990) é um futebolista profissional malinês que atua como meia.

## Carreira
Mamoutou N'Diaye representou o elenco da Seleção Malinesa de Futebol no Campeonato Africano das Nações de 2017.